# 莫振華
莫振華（英語：Mok Chun-wa，1929年5月5日—），是一名已退役的香港足球運動員，外號「莫牛」，司職左翼，曾入選中華民國。1950年代尾與姚卓然、何祥友及黃志強合稱「南華四條煙」，又與「牛屎」黃志強合稱「雙牛陣」。莫振華退役後怡和體育會聘請他擔任會員餐廳主任，在銅鑼灣世界貿易中心38樓上班，直至1978年離任。

## 球員生涯
莫振華出身於香港甲組足球聯賽老牌球隊東方，1949年開始於甲組亮相，而在加入東方蔯，先效力乙組隊律師文員會，由1947年起共兩季。
1950年，莫振華「上山」加盟南華，1954年曾短暫加盟九巴，未幾即重返南華，並與姚卓然、何祥友合力贏得1954-55年度甲組聯賽冠軍，「南華三條煙」之名從此不脛而走。
之後，再加上1957年加盟南華的黃志強，改稱「南華四條煙」。司職左翼外號「莫牛」的莫振華，常與右翼「牛屎」黃志強合演雙翼齊飛，故兩人又合稱「雙牛陣」。
1963年，莫振華離開南華加盟東華，1965年再轉投新界地區球隊元朗，協助元朗贏得1967-68年度高級銀牌冠軍。
莫振華於1968年轉投電話，其後返回母會東方，1970年在怡和結束球員生涯。

## 國際賽
莫振華代表中華民國，是1954年及1958年兩屆亞運會足球金牌功臣，亦有份入選參加1960年羅馬奧運，並於對意大利隊的賽事中射入一球。
莫振華八十幾歲高齡時，仍活躍於小型足球界，時常在港島維多利亞公園一號硬地足球場和一班老人波友練習傳波，還經常出席中華民國元老隊的活動。不過兩年多以前，在維多利亞公園踢足球時，被撞跌受傷後，便未有再出席公開活動。

## 個人榮譽
- 亞運會足球金牌 二次(1954、1958)

## 外部連結
- 南華體育會足球隊歷史